# Lodhran
Lodhran é uma cidade do Paquistão localizada na província de Punjab.

## Administração
Além de ser a capital do distrito, Lodhran é o centro administrativo de Lodhran Tehsil, subdividido em 28 conselhos.